# لوتي ريان
لوتي ريان (بالإنجليزية: Lottie Ryan)‏ هي راقصة أيرلندية، ولدت في 1987.